# Чмирь Юрій Павлович
Чмирь Юрій Павлович (рос. Чмырь Юрий Павлович, нар. 7 квітня 1972, м. Макіївка Донецької області, Українська РСР, СРСР) — український політичний діяч, народний депутат України V-го та VI-го скликань, голова Сумської обласної державної адміністрації (6 квітня 2010 року — 16 грудня 2013), заступник Глави Адміністрації Президента України (з грудня 2013 по лютий 2014), депутат Сумської обласної ради від партії "Відродження" (2015-2020).

## Біографія
Народився 7 квітня 1972 року в місті Макіївка, Донецької області.

### Освіта
Освіта вища, у 1994 році закінчив Донецький державний технічний університет, кваліфікація — інженер-механік.

### Кар'єра
З 1996 року по 1999 року — менеджер торговельно-промислового підприємства «Донагробуд».
З 2000 року по 2002 року — менеджер, фінансовий директор закритого акціонерного товариства «Росмен».
З 2003 року по 2005 року — перший заступник голови правління, голова правління ВАТ "АК «Свема» (місто Шостка). В період з 2006 року по 2010 рік — Народний депутат України V-го та VI-го скликання від Партії регіонів. Був членом Комітету Верховної Ради України з питань фінансів і банківської діяльності, членом Комітету Верховної Ради України з питань економічної політики.
Указом Президента України Віктора Януковича від 6 квітня 2010 року призначений головою Сумської обласної державної адміністрації. Пізніше звільнений з посади Сумської обласної державної адміністрації та призначений Заступником Глави Адміністрації Президента України з питань гуманітарного розвитку. На посаді працював до лютого 2014 року.
З 2015 року по 2017 рік — заступник директора з фінансових питань компанії «Корн Фудз Інтернешнл», з 2017 року — директор з економіки компанії «Хемікал Інвест Лімітед».
На місцевих виборах в Сумській області 25 жовтня 2015 року, очолюючи список партії «Відродження», обраний депутатом Сумської обласної ради.
У лютому 2017 року керівник Департаменту спецрозслідувань Генпрокуратури Сергій Горбатюк в інтерв'ю Укрінформу повідомив, що Юрій Чмир на посаді ккс-заступника глави Адміністрації Президента (з грудня 2013 до лютого 2014 року) мав стосунок до протидії протестним акціям 18-20 лютого. 
У квітні 2017 року прокуратура Сумської області відкрила кримінальне провадження стосовно Юрія Чмиря і вже в серпні того ж року направила обвинувальний акт до суду. Депутату інкримінували два епізоди злочинної діяльності. Перший стосувався отримання нового паспорта громадянина України у той час, коли старий, за даними прокуратури, втрачений не був і навіть використовувався. За другим епізодом прокуратура інкримінувала Юрію Чмирю декларування недостовірної інформації про майно і доходи за 2016 рік. Зокрема, в декларації він не вказав свою доньку, 20-річну студентку, з якою проживав і яка є власницею 9 квартир та трьох паркомісць у місті Києві.
Сам обвинувачений вважав цю справу політичною, запевняючи, що донька Єлизавета з ним не жила.

### Інші дані
З 2010 року по 2014 рік голова Федерації футболу Сумщини.
Нагороджений державною нагородою України орденом «За заслуги» III ступеня.